# Parc national et réserve du Denali
Pour les articles homonymes, voir Denali (homonymie).

Le parc national et réserve du Denali, panorama réalisé par Heinrich C. Berann alors qu'il était au service de ce parc. 1994.

Le parc national et réserve du Denali (anglais : Denali National Park and Preserve) est un parc naturel américain situé au centre de l'Alaska et qui comprend le mont McKinley (ou Denali), le plus haut sommet d'Amérique du Nord (6 190 mètres). Le parc s'étend au total sur 24 585 km2, soit une superficie plus grande que l'Etat du New Hampshire, ce qui en fait le troisième plus vaste parc national des Etats-Unis. Le mot « Denali » signifie « le haut » en langue athapascane.
Le sommet fut rebaptisé en 1896 du nom du candidat à la présidence américaine, William McKinley, mais le nom autochtone de cette montagne resta le mont Denali, et le devint officiellement du 30 août 2015 au 24 janvier 2025.
La réserve a été reconnue réserve de biosphère par l'Unesco en 1976. Il a accueilli 427 000 visiteurs en 2022.

## Histoire

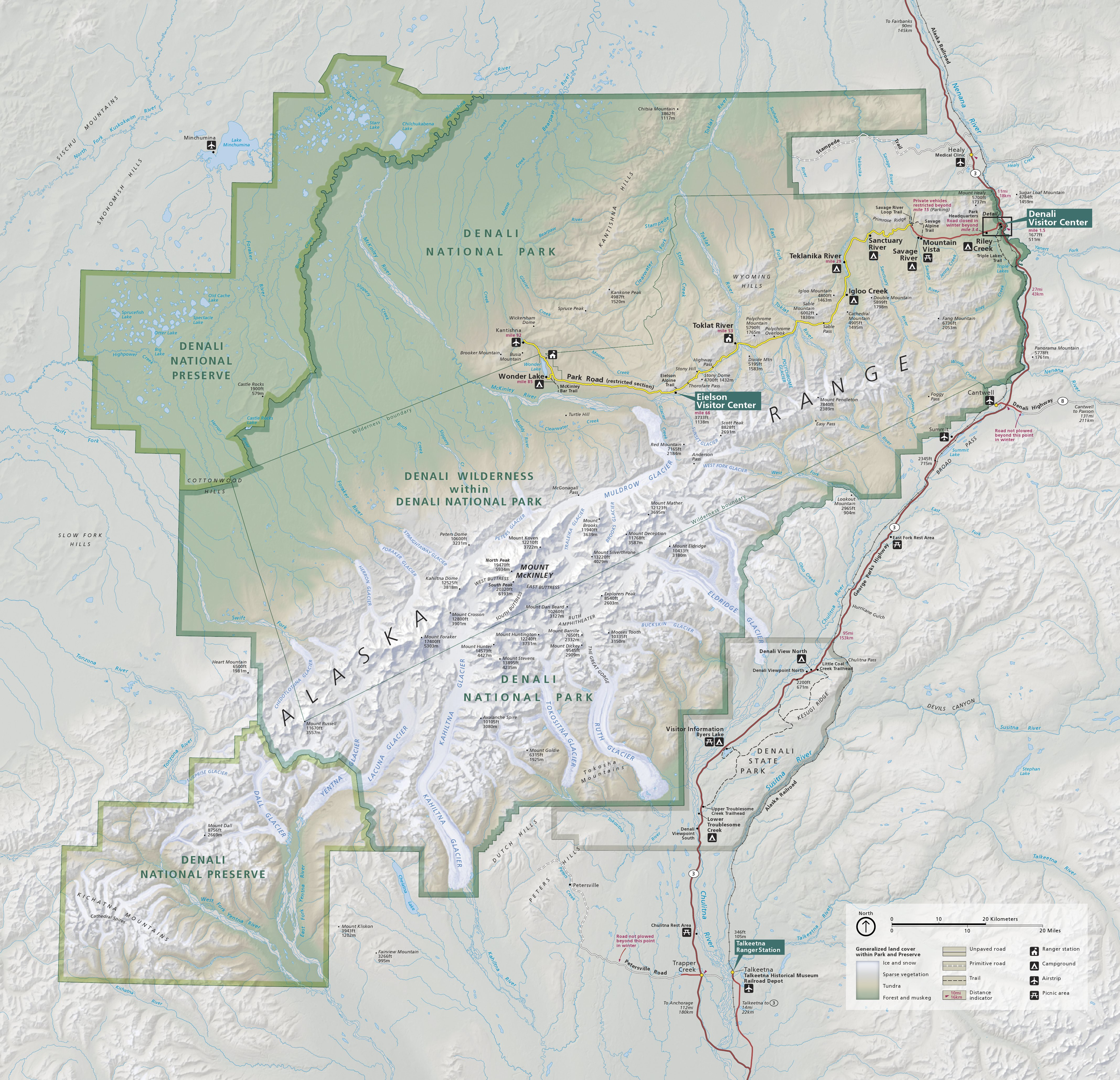
Carte du parc

Le Mount McKinley National Park est créé le 26 février 1917. À cette époque, seule une partie du mont fait partie intégrante du parc national. Le parc a ensuite été agrandi à plusieurs reprises, en 1922, 1932 et 1947. La route du parc de 93 km a été achevée en 1938 après 17 ans de construction. Il n’y avait pas d’accès routier à l’entrée du parc jusqu’en 1957, date de l’ouverture de la Denali Highway. La fréquentation du parc s’est alors considérablement accrue : il y avait 5 000 visiteurs en 1956 et 25 000 visiteurs en 1958. En 1971, la George Parks Highway est achevée, permettant de doubler le nombre de visiteurs  pour atteindre 88 000 en 1972. Le parc a été désigné réserve internationale de biosphère en 1976. Un monument national nommé Denali National Monument est créé à proximité en décembre 1978 avec l'accord du président Jimmy Carter. Le 2 décembre 1980, le parc national du Mont McKinley et le monument national Denali sont fusionnés au sein du parc national du Denali (Denali National Park and Preserve) par l'Alaska National Interest Lands Conservation Act.

## Description

Paysage dans le parc.

Le parc est le plus célèbre et le plus visité d'Alaska. Il est composé de montagnes, forêts, lacs, toundra, glaciers. Les glaciers couvrent 16 % de la surface du parc. Les 6 plus grands sont le Yentna (32 km de long), le Kahiltna (48 km), le Tokositna (37 km), le Ruth (50 km), le Eldrige (48 km) et le Muldrow Glacier (51 km). Le parc est connu pour sa beauté et pour abriter le mont McKinley, plus haut sommet d'Amérique du Nord. Son altitude (6 194 m), son climat extrême et sa situation géographique arctique (seulement à 400 km au sud du Cercle Polaire) en font l'un des sommets les plus difficiles à escalader au monde. Le parc abrite aussi près de 12 200 lacs et étangs et 30 000 km de rivières. Le parc s'étend sur 24 585 km2, soit la taille de quatre départements français et possède une faune variée.

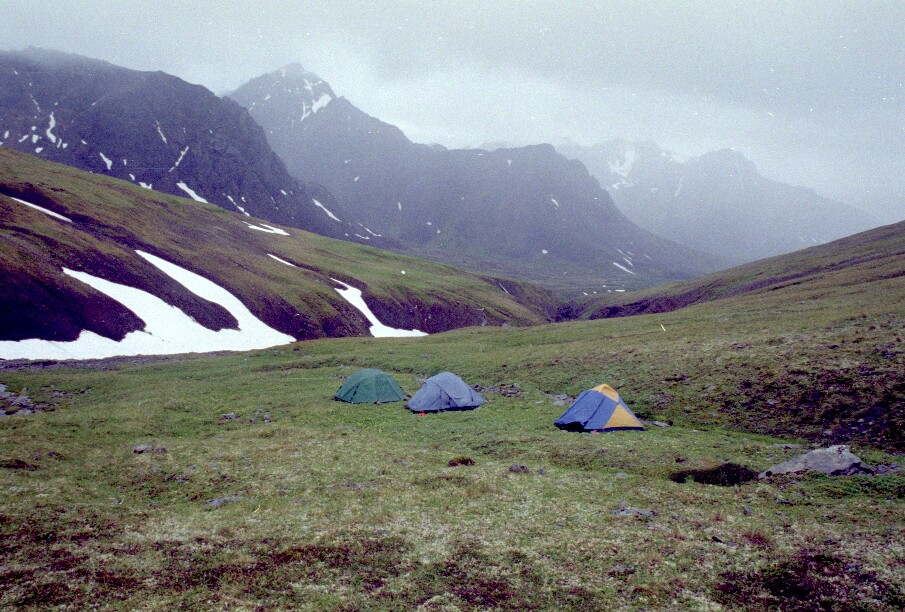
Mont McKinley
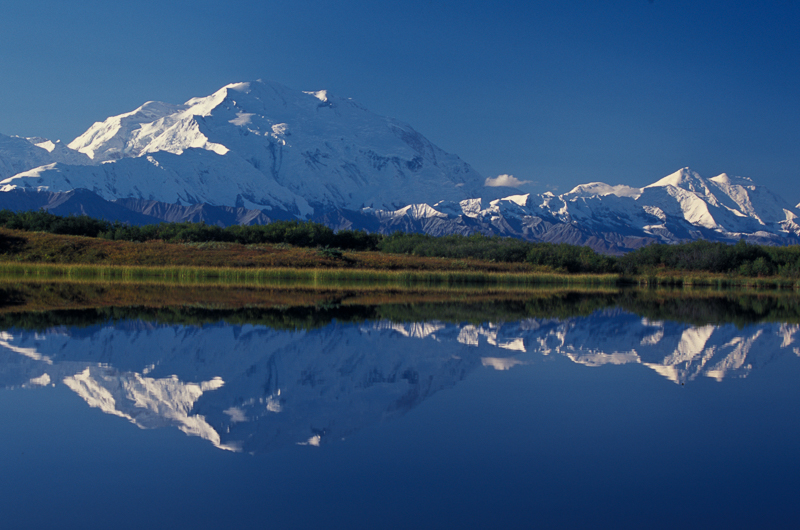
Mont McKinley et Wonder Lake
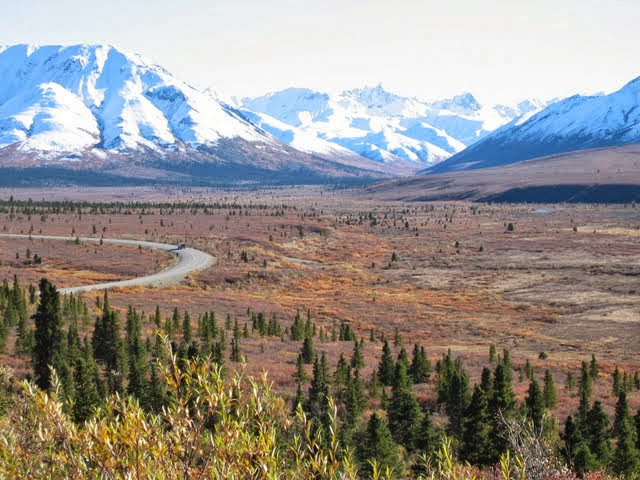
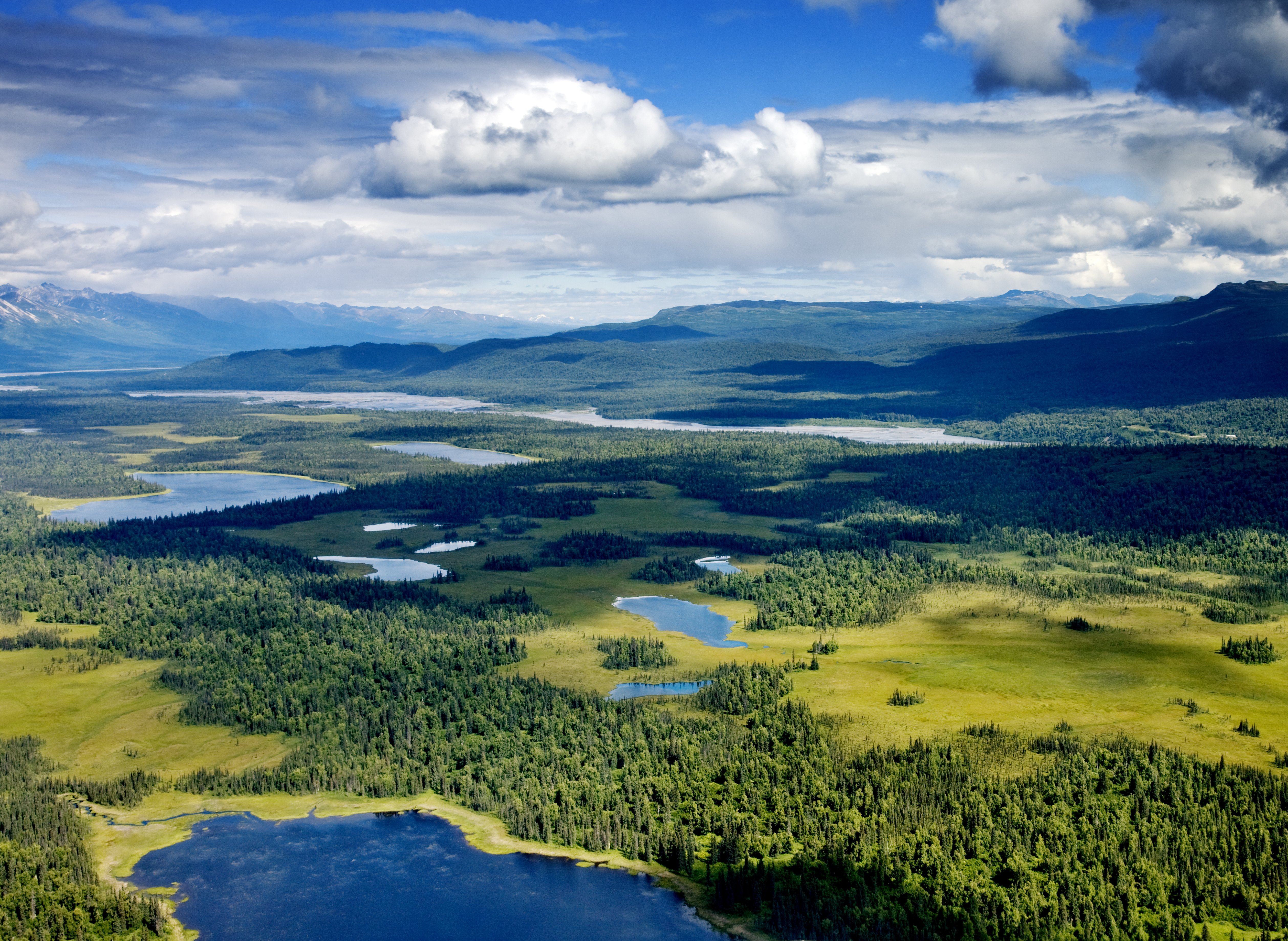
Forêt alpine et lacs
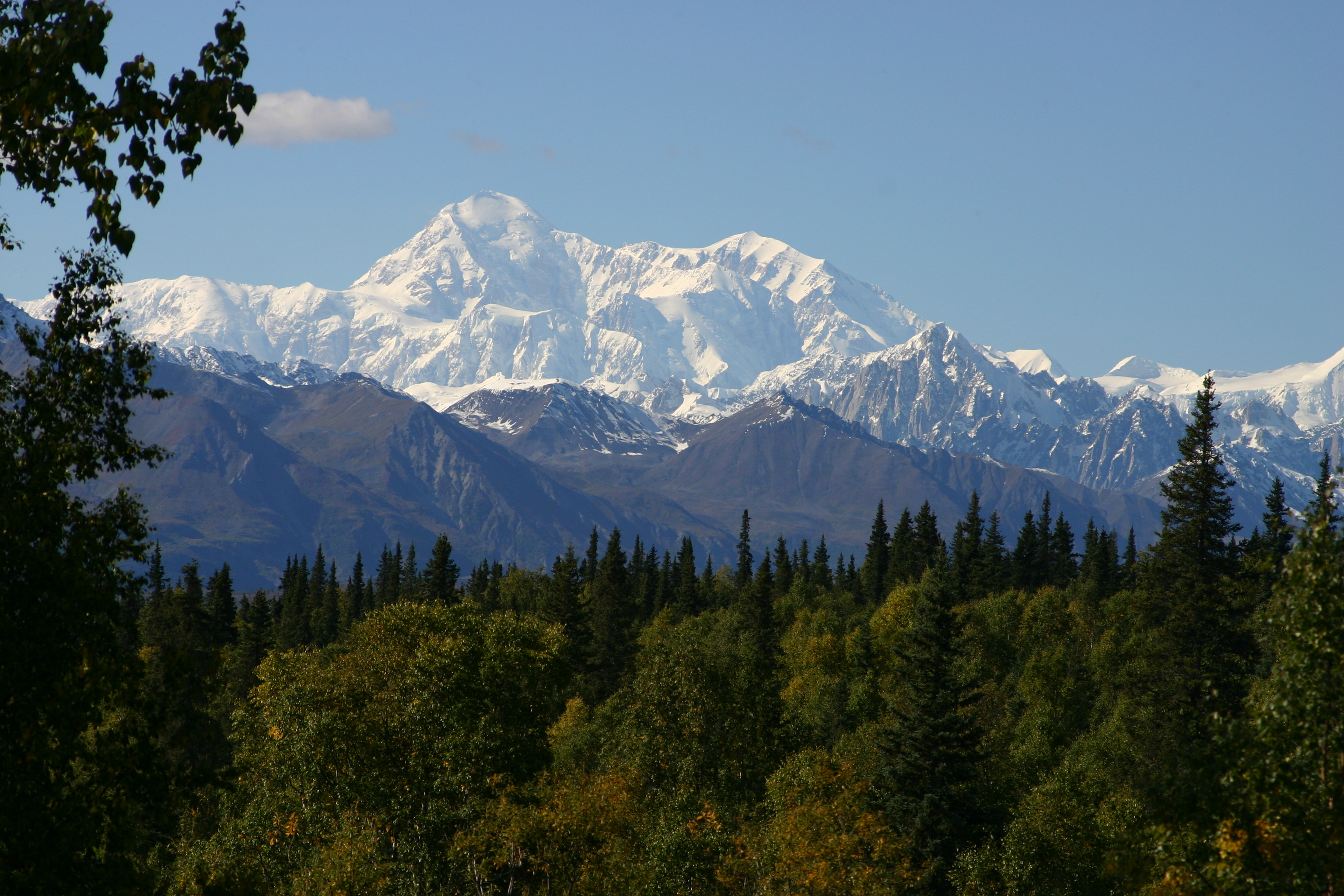
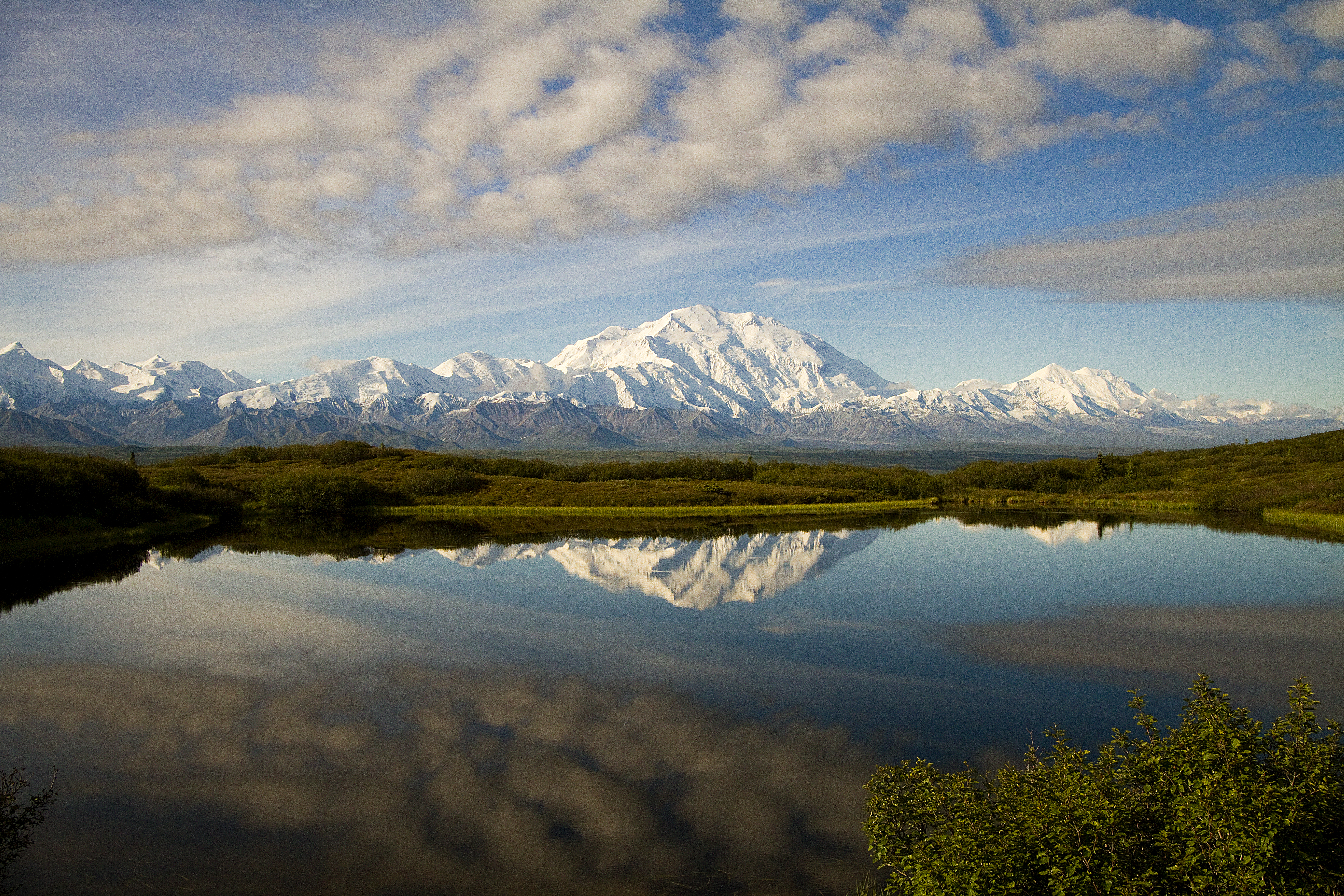
Lac Wonder et le mont McKinley au fond
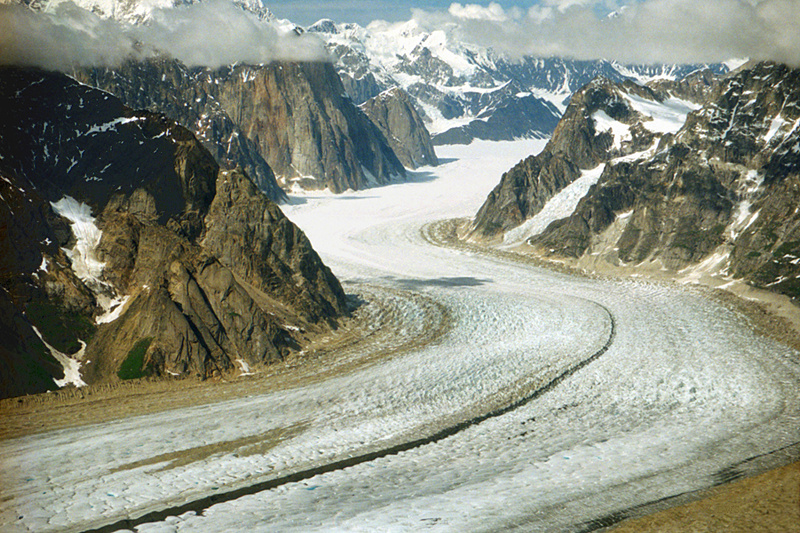
Ruth Glacier
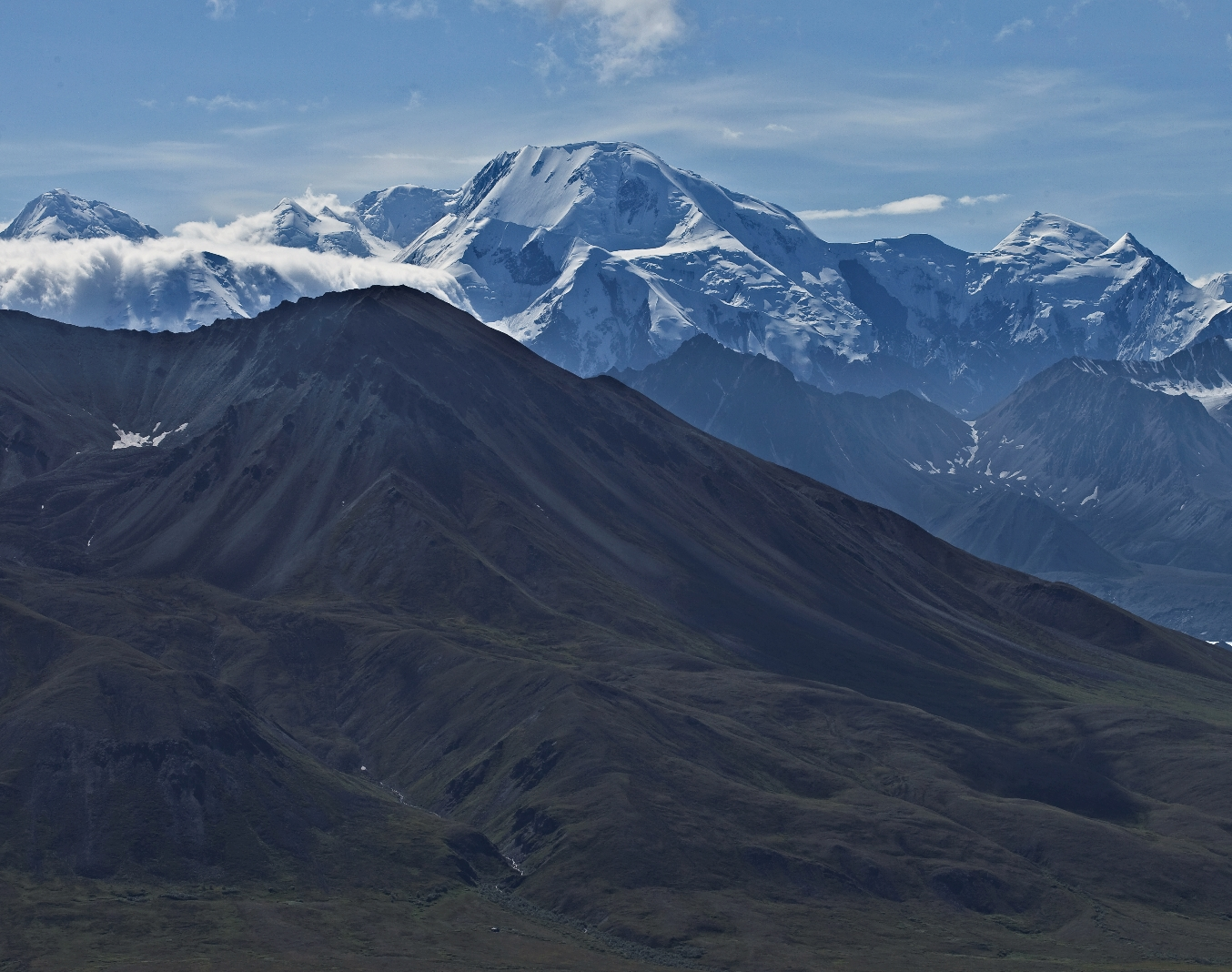
Le mont Mather vu depuis le nord
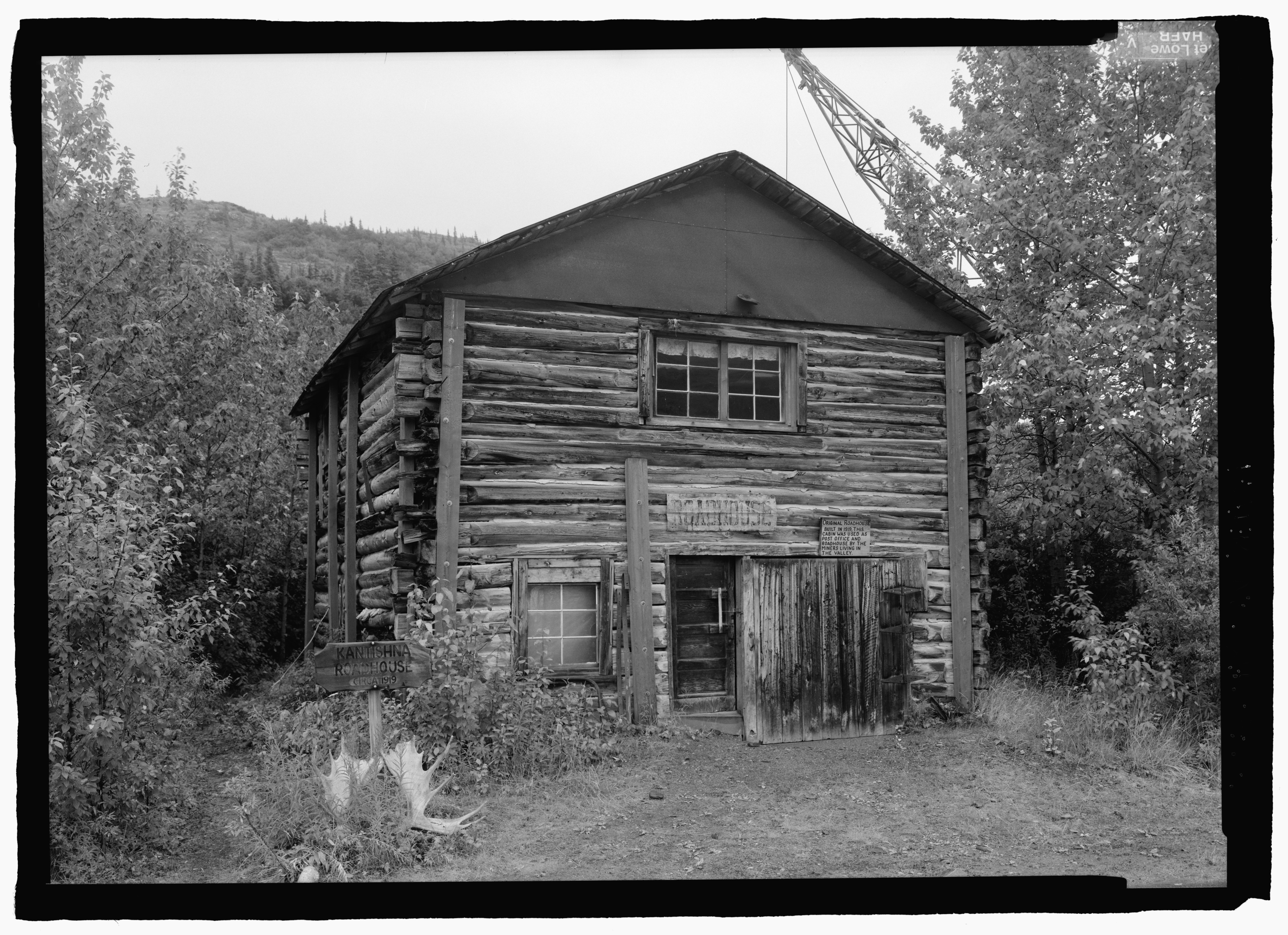
Kantishna Roadhouse

## Biodiversité

### Faune
La région du Denali abrite une grande variété d'oiseaux et de mammifères.
On y trouve une quarantaine d'espèces de mammifères. Une importante population de grizzlys (300 à 350) et d'ours noirs (estimée à 2700) est présente sur le territoire du parc. Il constitue le terrain de parcours des troupeaux de caribous (2200 recensés en 2013) ou de mouflons de Dall. On peut également observer des élans (1400) et une cinquantaine de loups. Les autres carnivores présents sont les lynx, coyotes, gloutons, renards roux, martres. De petits animaux adaptés au milieu naturel peuplent le parc national tels que la marmotte des Rocheuses, les écureuils de l'Arctique (Spermophilus parryii), les castors et les pikas. Le parc du Denali abrite également l'une des plus riches réserves d'oiseaux, avec 161 espèces recensées. De la fin du printemps à la fin de l'été, de nombreuses espèces migratoires vivent dans la région : Bombycillidae (Jaseur d'Amérique), durbec des pins, grue du Canada, traquet, lagopède alpin, cygne siffleur, aigle royal, etc.. Les nombreux cours d'eau offrent diverses espèces de poissons (truites, saumons) et d'amphibiens.
Les gardiens du parc s'efforcent de maintenir les animaux à l'état sauvage et recommandent aux visiteurs de ne pas les nourrir ou les approcher de trop près. Ils mettent également l'accent sur les dangers que représentent les ours.

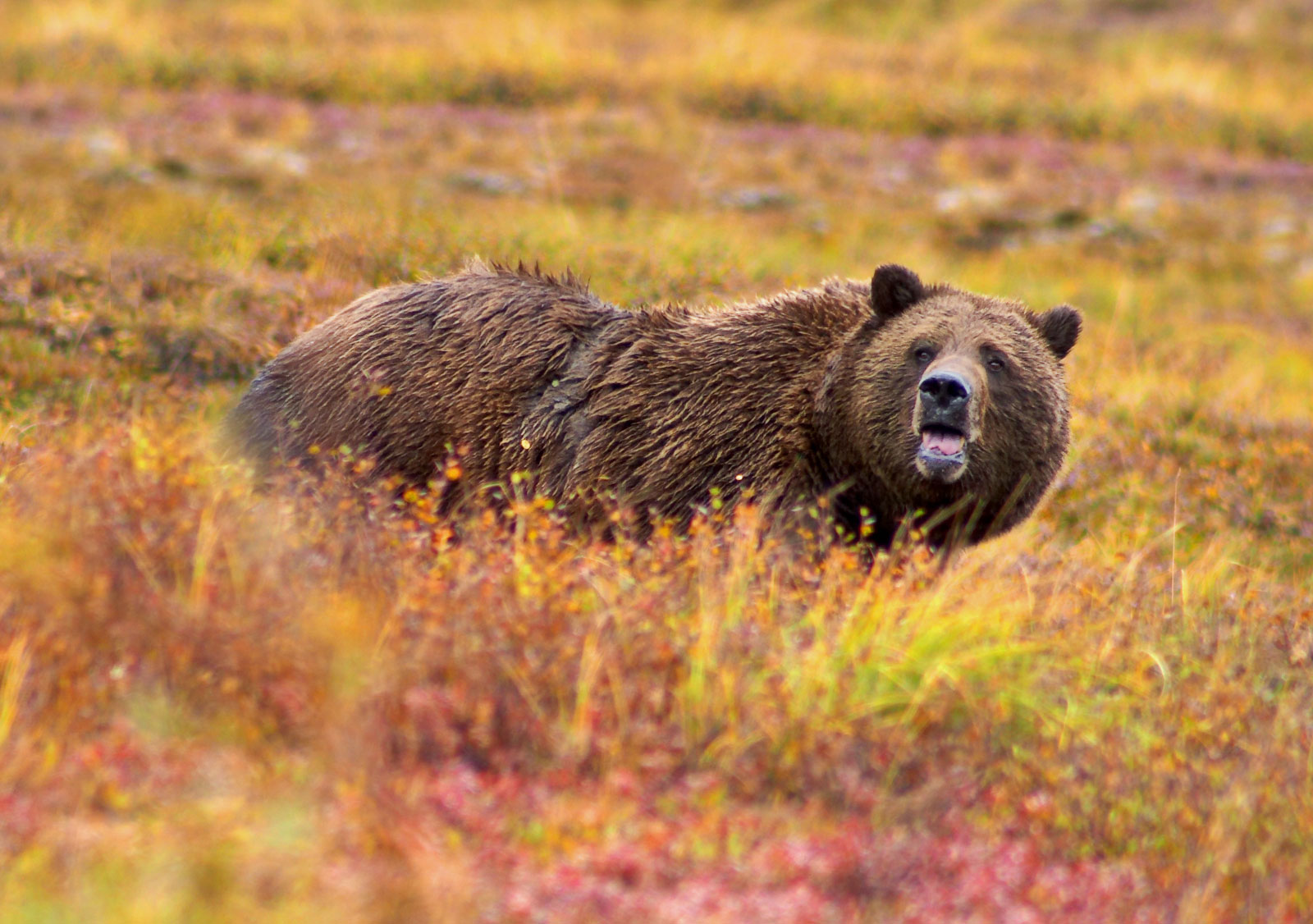
Grizzly
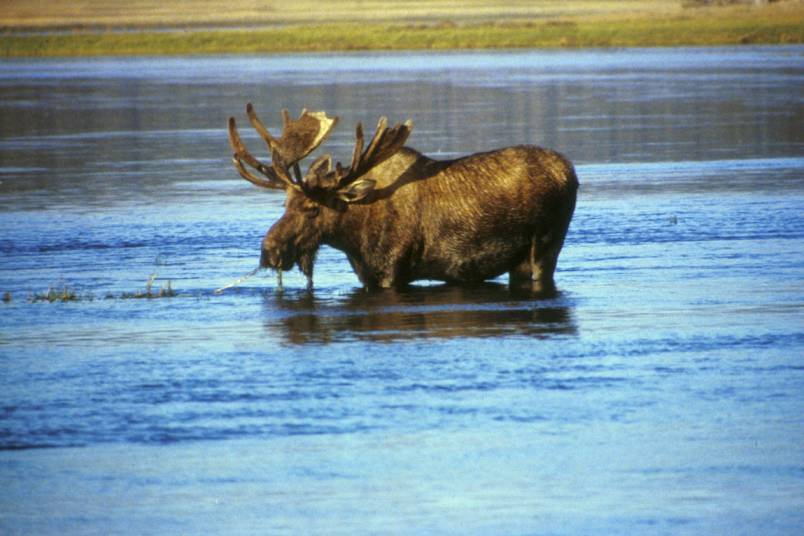
Élan
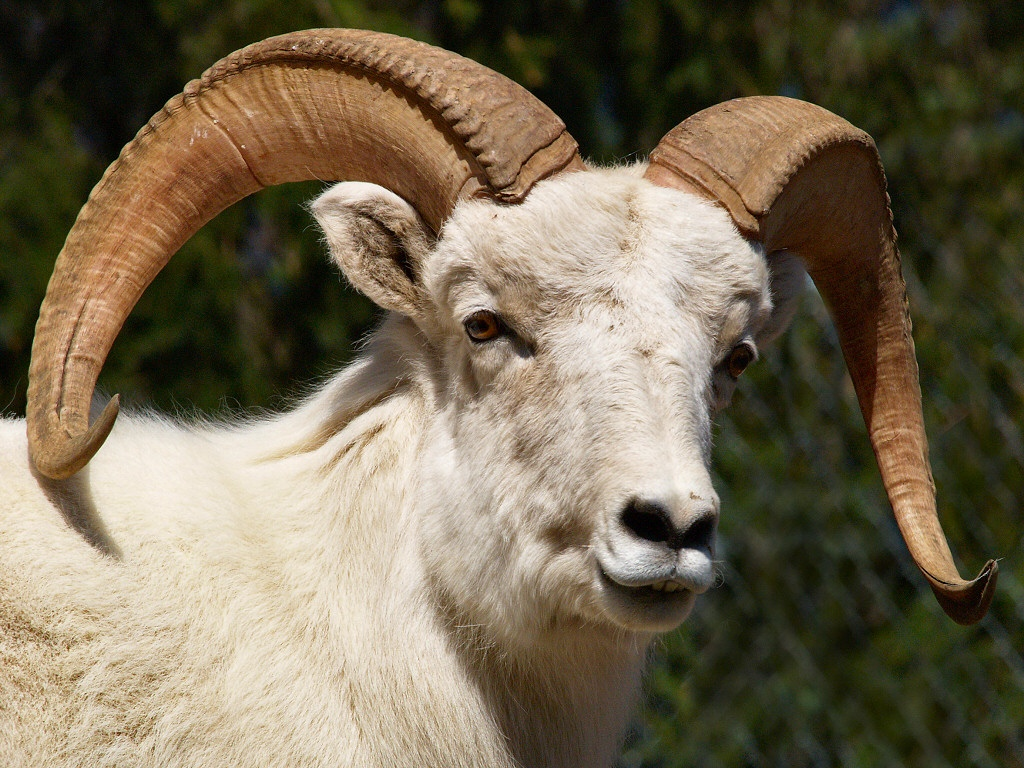
Mouflon de Dall
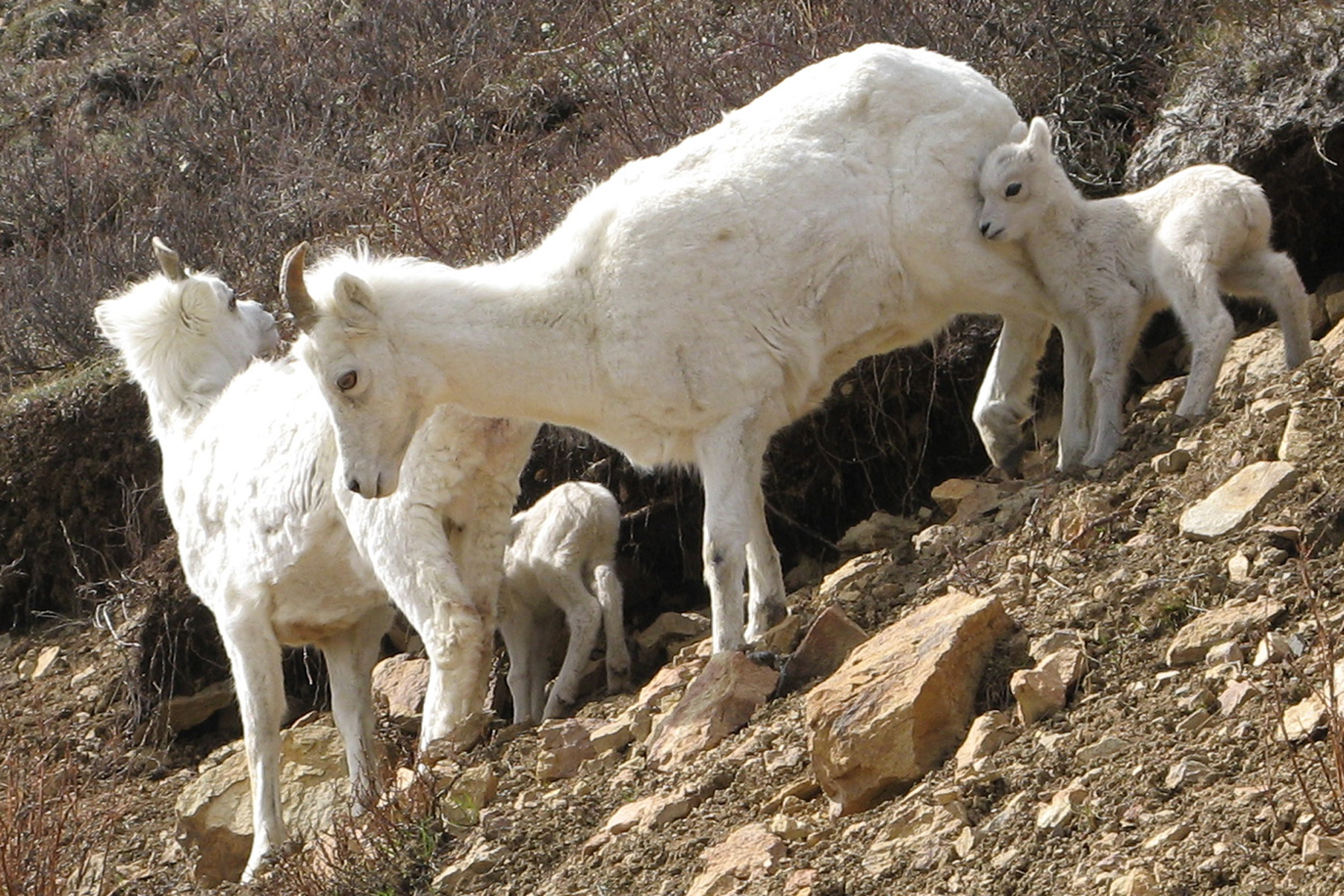
Chèvre des Rocheuses
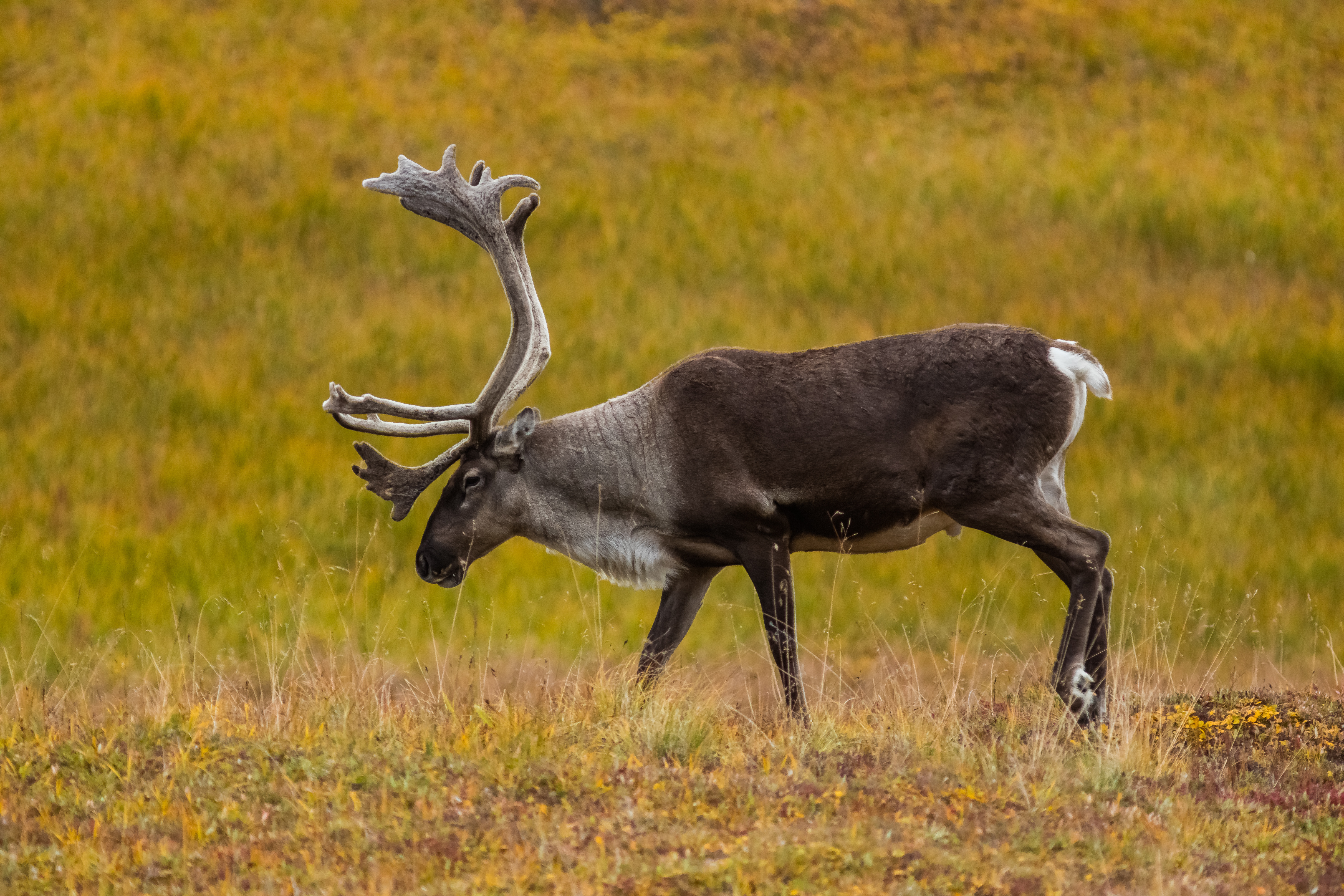
Caribous
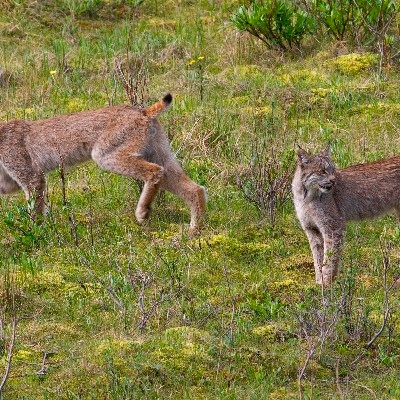
Lynx

### Flore
La taïga arborée voisine ici avec la toundra, ses arbustes, ses lichens et ses fleurs. À la base de l'écosystème, 1 500 espèces de fougères, d'herbes rases, de buissons, de plante à fleurs, de lichens, de mousses, d'arbres recouvrent les sols autour des sommets. L'endémisme de ces plantes a été préservé des espèces européennes par l'isolement de la région. Ayant franchi le détroit de Béring, leur origine est asiatique et unique en Amérique du Nord. L'abondance des fleurs sauvages est un pur plaisir pour les visiteurs et les photographes, lorsque pendant une courte période, Denali s'anime d'une mosaïque de couleurs.

## Evènements
En 1967, le parc a été le site de l'un des accidents d'alpinisme les plus meurtriers aux États-Unis avec la catastrophe du mont McKinley, où sept grimpeurs sont morts dans un blizzard intense à Denali. Le Park Service a débattu de la fermeture de la montagne à l'escalade à la suite de l'accident, mais finalement il est resté ouvert.
En 1992, Christopher McCandless s'est aventuré dans la nature sauvage de l'Alaska et s'est installé dans un bus abandonné dans le parc sur le Stampede Trail, près du lac Wentitika. Il transportait peu de nourriture ou d'équipement, et espérait vivre simplement pendant un certain temps dans la solitude. Près de quatre mois plus tard, les restes affamés de McCandless ont été trouvés, pesant seulement 30 kg. Son histoire a été largement diffusée à travers des articles, des livres et des films (Into the wild), et le bus où ses restes ont été trouvés est devenu un sanctuaire attirant des gens du monde entier. Le 24 septembre 2020, le Museum of The North  de l'université de l'Alaska à Fairbanks a annoncé qu'il allait abriter de façon permanente le fameux Bus 142 de McCandless où il sera restauré.